# Prêmio Oskar Pfister
O Prêmio Oskar Pfister (em inglês, Oskar Pfister Award) foi estabelecido pela Associação Americana de Psiquiatria (APA), com a Associação de Clérigos de Saúde Mental (agora a Associação de Capelães Profissionais), em 1983, para homenagear aqueles que fizeram contribuições significativas ao campo da religião e da psiquiatria. O destinatário profere uma palestra em uma conferência da APA durante o ano do prêmio, embora a palestra de 2002 tenha sido proferida por Susan Larson em nome de seu falecido marido. O prêmio é nomeado em homenagem a Oskar Pfister, um capelão que discutiu os aspectos religiosos da psicologia com Sigmund Freud.

## Vencedores do prêmio
- Fonte: Associação dos Capelães Profissionais
- 1983 - Jerome D. Frank
- 1984 - Wayne Oates
- 1985 - Viktor Frankl
- 1986 - Hans Küng
- 1987 - Robert Jay Lifton
- 1988 - Oliver Sacks
- 1989 - William W. Meissner
- 1990 - Peter Gay
- 1991 - Robert Coles
- 1992 - Paulos Mar Gregorios
- 1993 - Paul R. Fleischman
- 1994 - James W. Fowler III
- 1995 - Prakash Desai
- 1996 - Ann Belford Ulanov
- 1997 - Ana-Maria Rizzuto
- 1998 - Allen Bergin
- 1999 - Don S. Browning
- 2000 - Paul Ricoeur
- 2001 - Irvin D. Yalom
- 2002 - David Larson
- 2003 - Abraham Twerski
- 2004 - Elizabeth Bowman
- 2005 - Armand Nicholi
- 2006 - Ned H. Cassem
- 2007 - William R. Miller
- 2008 - Dan G. Blazer
- 2009 - Kenneth I. Pargament
- 2010 - George E. Vaillant
- 2011 - Clark S. Aist
- 2012 - Harold G. Koenig
- 2013 - Marc Galanter
- 2014 - C. Robert Cloninger
- 2015 - Allan Josephson
- 2016 - James W. Lomax
- 2017 - James Griffith
- 2018 - John Swinton